# Habrotrocha tridens
Habrotrocha tridens är en hjuldjursart som först beskrevs av Colin Milne 1886.  Habrotrocha tridens ingår i släktet Habrotrocha och familjen Habrotrochidae. Arten är reproducerande i Sverige.

## Underarter
Arten delas in i följande underarter:
- H. t. globigera
- H. t. tridens